# Als ik Kan

Als ik Kan est une association d'artistes peintres établie à Anvers (Belgique), active de 1883 à 1952.

## Historique
L'association Als ik Kan est fondée le 25 octobre 1883 sous le nom d'Union artistique des Jeunes. Leur devise, Als ik Kan (« Comme je peux »), devient ensuite, en 1884, le nom sous lequel le cercle sera connu. Le cercle est soutenu par Charles Verlat qui encourage et conseille les jeunes artistes qu'il protège.
Henry Luyten réalise en 1886 une toile renommée représentant une séance à laquelle assistent 18 membres de l'association artistique anversoise.
L'objectif des fondateurs est principalement de créer des opportunités d'exposition pour les membres, surtout pour les jeunes artistes anversois. À part Henry Van de Velde, les membres sont des artistes plutôt traditionnels. Le fondateur et premier président est Jean Guillaume Rosier, auquel succède comme président Henry Luyten (1891),.

## Les expositions
Surtout dans les premiers temps, l'association organise de nombreuses expositions, à Anvers. Les 24 premières expositions se tiennent dans la salle Verlat, près de la bourse d'Anvers. 
La première exposition ouvre ses portes le 10 février 1884, sous le nom d'Union artistique des jeunes. La seconde exposition a lieu à partir du 11 mai 1884. Après trois ans d'existence, le cercle organise, du 19 décembre au 26 décembre 1886, sa onzième exposition. En 1905, l'association inaugure sa cinquantième exposition collective, le président du cercle est alors Félix Gogo. La 79e exposition, en 1952 est la dernière. À cette date, Als ik Kan ne compte plus que neuf membres et l'association est dissoute.

### Expositions auXIXesiècle (IàXXXVIII(?))
- 1884 :  I - II - III - IV[6],[10],[11] ;
- 1885 : V - VI - VII[12],[13],[14] ;
- 1886 : VIII - IX - X - XI[8] ;
- 1887 : XII - XIII - XIV[15] ;
- 1888 : XV - XVI ;
- 1889 : XVIII - XIX - XX - XXI ;
- 1890 : XXII - XXIII - XXIV[16] ;
- 1891 : XXV (du 14 au 29 novembre 1891)[17] ;
- 1892 : XXVI - XXVII (au musée moderne à Bruxelles du 30 avril au 6 juin 1892)[18] - XXVIII (ancien musée en novembre 1892) ;
- 1893 :  ;
- 1894 :  ;
- 1895 :  du 30 mars au 7 avril 1895[19] ;
- 1896 : du 14 au mars 1896, exposition des douze ans et demi[20] ;
- 1897 :  ;
- 1898 :  XXXIII (du 29 janvier au 6 février 1898) à la salle Verlat[5] et XXXIV ;
- 1899 :  XXXV (du 18 mars au 25 mars 1899) au cercle artistique[21] ;
- 1900 : XXXVIII (?) du 25 novembre au 2 décembre 1900 au cercle artistique[22] ;

### Expositions auXXesiècle (XXXIX(?) àLXXIX)
- 1903 : du 3 septembre au 27 septembre 1903 au musée moderne à Bruxelles[23] - en décembre 1903, salle Verlat,[24] ;
- 1904 : XLIX du 12 au 21 décembre 1904 à la salle du cercle artistique d'Anvers.
- 1905 : L (en mars) - LI (en décembre)[9] ;
- 1906 : (en décembre) ;
- 1908 : salle Verlat (du 15 au février 1908)[25].
- 1910 : du 1 au 25 février 1910.
- 1913 : LVIII, salle des fêtes place de Meir, en février 1913
- 1914 : LIX, salle des fêtes place de Meir, en février 1914[26].
- 1926 : exposition à la salle de l'Hôtel de ville d'Anvers[27].
- 1928 : LXIV, salle des fêtes place de Meir, en février 1928.
- 1929 : LXV, salle des fêtes place de Meir, en février 1929.
- 1952 : LXXIX[3].

## Les membres

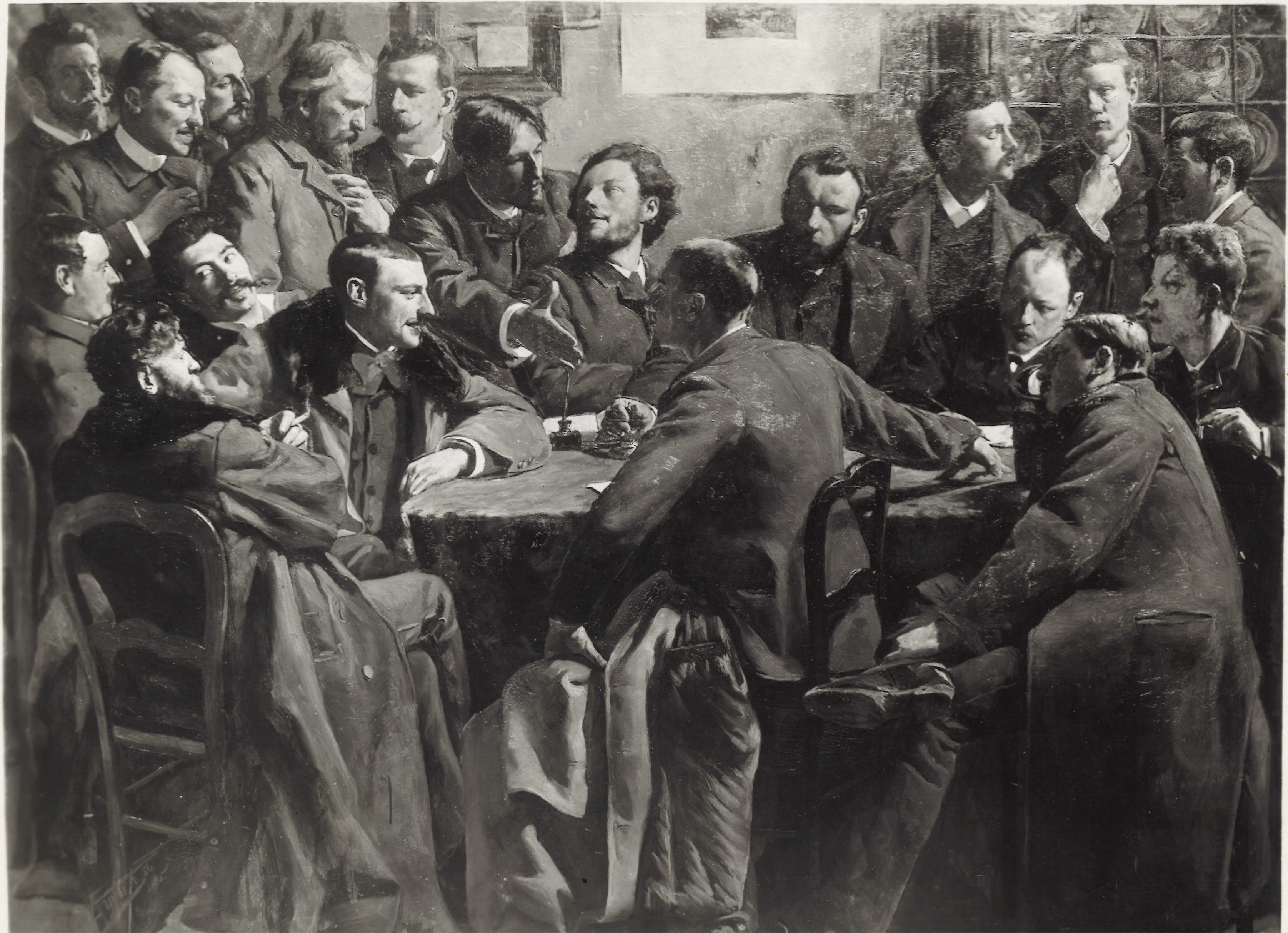
Photographie de Une séance du cercle Als ik Kan, par Henry Luyten, en 1886.

### Les fondateurs
Les neuf membres fondateurs sont Fernand Adriaenssens, Charles Boland, Léon Brunin, Edward Chappel, Prosper De Wit, Fritz Hanno, Jean Guillaume Rosier (président), Henry Rul et Henry Van de Velde.

### Membres admis en 1884
Les membres admis sont : Charles Mertens, Antoon Silis, Paul Gorge, Henri Timmermans, Louis Boschmans, Castel Ebert, Henry Luyten, Joseph Van Snick, Willem Albracht, Jan Bos, Albert Halberstadt (mort en 1886), Laura Ringelé, Hermina Laukota, Laure Blood, Louis Delehaye, Arthur Delgoffe et Alphonse Van Beurden (sculpteur),.

### Membres admis entre 1885 et 1891
Sont chronologiquement admis comme membres : Rosa Leigh, Flor. Brandt, Paul Rink, Henri De Smeth, Evert Pieters, Piet van Engelen (1887), Jef Van de Roye, Aloïs Boudry, Charles Berckmans, Frans Proost, Romain Steppe (1888), Joseph De Pooter, Jef Van Leemputten, P. Wild, Jules Dujardin, Émile Verbrugge, Louis van Engelen, Alfons Baggen (sculpteur), Evert Larock, Francis Nys, R. Atkinson, Richard Baseleer, Bernard Koldeweij, Arthur Pierre, Florimond Van Caillie, Georges Van der Heyden, Victor Hageman et Oscar Halle (1891).

### Membres admis après 1891
Léopold Haeck (1892), Julien Célos, Félix Gogo, Joseph Posenaer, René Bosiers et Alphonse Van Beurden (fils). Ces quatre derniers réorganisent en 1901 le cercle qui accueille quinze nouveaux artistes, dont Léon Spanoghe qui expose en 1903 et 1904, Herman Broeckaert qui expose en 1905 et René Ernest qui expose la même année,.

### Membres en 1952
Lors de la dernière exposition, neuf membres du cercle sont présents : Ernest Albert, Jan De Graaf, Emiel Gastemans, Félix Gogo, John Michaux, Albert Saverys, Alphonse Van Beurden, et les sculpteurs Arthur Dupon et Ernest Wijnants.

## Les présidents
Le premier président est Jean Guillaume Rosier (1883-1901), auquel succèdent : Henry Luyten (1901- ), Aloïs Boudry, Félix Gogo, Joseph Posenaer (de 1910 au moins à au moins 1926).

## Origine du nom
« Als ik Kan » (« Comme je peux ») est la devise du peintre médiéval flamand Jan van Eyck, lequel signait ainsi ses œuvres.  